# Ріяд Махрез
Рія́д Махре́з (араб. رياض كريم محرز, іноді Маре́з через французьку вимову, фр. Riyad Mahrez, нар. 21 лютого 1991, Сарсель, Франція) — алжирський футболіст, півзахисник саудівського «Аль-Аглі» та національної збірної Алжиру.
У складі збірної — володар Кубка африканських націй 2019 року.

## Клубна кар'єра
У дорослому футболі дебютував 2009 року виступами за команду нижчолігового французького «Кемпера», в якій провів один сезон, взявши участь у 27 матчах чемпіонату.
Своєю грою за цю команду привернув увагу представників тренерського штабу «Гавра», до складу якого приєднався 2010 року. Того ж року почав грати за другу команду гаврського клубу, в якій провів три сезони своєї ігрової кар'єри. У складі дубля «Гавра» був одним з головних бомбардирів команди, маючи середню результативність на рівні 0,4 голу за гру першості, чим урешті-решт привернув увагу тренерів головної команди клубу. 2013 року дебютував у складі основи «Гавра».
До англійського «Лестер Сіті» приєднався на початку 2014 року. 2016 року в складі «Лестер Сіті» став переможцем Англійської Прем'єр-ліги. Англійська Асоціація професіональних футболістів визнала його найкращим гравцем сезону. Після цього тріумфу залишився у «Лестері», в якому провів ще два сезони, демонструючи високий рівень гри.
Влітку 2018 року було оголошено про перехід Мареза на умовах п'ятирічного контракту до «Манчестер Сіті», який сплатив за трансфер 60 мільйонів фунтів, зробивши алжирця найдорожчим в історії африканським футболістом.

## Виступи за збірну
Маючи подвійне громадянство Франції та Алжиру, гравець висловив бажання на рівні збірних грати саме за африканську команду. 31 травня 2014 року дебютував в офіційних матчах у складі національної збірної Алжиру, вийшовши з перших хвилин на поле у товариській грі проти збірної Вірменії. Справивши гарне враження на головного тренера алжирців Вахіда Халілходжича, двома днями пізніше був названий серед 23 гравців, включених до заявки збірної для участі у фінальній частині чемпіонату світу 2014 року. У січні 2015 року брав участь у Кубку африканських націй 2015, де вже був гравцем основного складу збірної.
Також у статусі основного гравця національної команди був учасником Кубку африканських націй 2017, а на Кубок африканських націй 2019 поїхав вже як капітан збірної Алжиру. На цьому турнірі, що проходив в Єгипті, був одним з лідерів команди, яка за його результатами удруге у своїй історії стала чемпіоном Африки. Взяв участь у всіх іграх алжирців на змаганні і відзначився трьома забитими голами, включаючи надважливий гол у півфіналі у ворота збірної Нігерії на п'ятій доданій до основного часу гри хвилині, який приніс його команді перемогу з рахунком 2:1 і вивів її до фіналу. За результатами турніру був включений до його символічної збірної.
| Дата       | Місто         | Господарі   | Результат               | Гості                            | Турнір                                      | Голи | Примітки |
| ---------- | ------------- | ----------- | ----------------------- | -------------------------------- | ------------------------------------------- | ---- | -------- |
| 31-5-2014  | Сьйон         | Алжир       | 3 – 1                   | Вірменія                         | товариський матч                            | -    | 71'      |
| 4-6-2014   | Женева        | Алжир       | 2 – 1                   | Румунія                          | товариський матч                            | -    | 68'      |
| 17-6-2014  | Белу-Оризонті | Бельгія     | 2 – 1                   | Алжир                            | ЧС 2014 - 1-й етап                          | -    | 71'      |
| 6-9-2014   | Аддис-Абеба   | Ефіопія     | 1 – 2                   | Алжир                            | Відбір до Кубка африканських націй 2015     | -    | 77'      |
| 10-9-2014  | Бліда         | Алжир       | 1 – 0                   | Малі                             | Відбір до Кубка африканських націй 2015     | -    |          |
| 11-10-2014 | Блантайр      | Малаві      | 0 – 2                   | Алжир                            | Відбір до Кубка африканських націй 2015     | -    | 89'      |
| 15-10-2014 | Бліда         | Алжир       | 3 – 0                   | Малаві                           | Відбір до Кубка африканських націй 2015     | 1    | 81'      |
| 15-11-2014 | Бліда         | Алжир       | 3 – 1                   | Ефіопія                          | Відбір до Кубка африканських націй 2015     | 1    | 84'      |
| 19-11-2014 | Бамако        | Малі        | 2 – 0                   | Алжир                            | Відбір до Кубка африканських націй 2015     | -    | 58'      |
| 11-1-2015  | Радес         | Туніс       | 1 – 1                   | Алжир                            | товариський матч                            | -    | 46'      |
| 19-1-2015  | Монгомо       | Алжир       | 3 – 1                   | ПАР                              | Кубок африканських націй 2015 - 1-й етап    | -    | 60'      |
| 23-1-2015  | Монгомо       | Гана        | 1 – 0                   | Алжир                            | Кубок африканських націй 2015 - 1-й етап    | -    | 71'      |
| 27-1-2015  | Малабо        | Сенегал     | 0 – 2                   | Алжир                            | Кубок африканських націй 2015 - 1-й етап    | 1    | 90'      |
| 1-2-2015   | Малабо        | Кот-д'Івуар | 3 – 1                   | Алжир                            | Кубок африканських націй 2015 - чвертьфінал | -    | 72'      |
| 26-3-2015  | Доха          | Катар       | 1 – 0                   | Алжир                            | товариський матч                            | -    |          |
| 30-3-2015  | Доха          | Оман        | 1 – 4                   | Алжир                            | товариський матч                            | -    | 66'      |
| 13-6-2015  | Бліда         | Алжир       | 4 – 0                   | Сейшельські Острови              | Відбір до Кубка африканських націй 2017     | -    |          |
| 6-9-2015   | Масеру        | Лесото      | 1 – 3                   | Алжир                            | Відбір до Кубка африканських націй 2017     | -    |          |
| 9-10-2015  | Алжир (місто) | Алжир       | 1 – 2                   | Гвінея                           | товариський матч                            | -    |          |
| 13-10-2015 | Алжир (місто) | Алжир       | 1 – 0                   | Сенегал                          | товариський матч                            | -    |          |
| 14-11-2015 | Дар-ес-Салам  | Танзанія    | 2 – 2                   | Алжир                            | Відбір до ЧС 2018                           | -    |          |
| 17-11-2015 | Бліда         | Алжир       | 7 – 0                   | Танзанія                         | Відбір до ЧС 2018                           | 1    |          |
| 25-3-2016  | Бліда         | Алжир       | 7 – 1                   | Ефіопія                          | Відбір до Кубка африканських націй 2017     | -    | 78'      |
| 29-3-2016  | Аддис-Абеба   | Ефіопія     | 3 – 3                   | Алжир                            | Відбір до Кубка африканських націй 2017     | -    |          |
| 4-9-2016   | Бліда         | Алжир       | 6 – 0                   | Лесото                           | Відбір до Кубка африканських націй 2017     | 2    |          |
| 9-10-2016  | Бліда         | Алжир       | 1 – 1                   | Камерун                          | Відбір до ЧС 2018                           | -    | 88'      |
| 12-11-2016 | Уйо           | Нігерія     | 3 – 1                   | Алжир                            | Відбір до ЧС 2018                           | -    |          |
| 15-1-2017  | Франсвіль     | Алжир       | 2 – 2                   | Зімбабве                         | Кубок африканських націй 2017 - 1-й етап    | 2    |          |
| 19-1-2017  | Франсвіль     | Алжир       | 1 – 2                   | Туніс                            | Кубок африканських націй 2017 - 1-й етап    | -    |          |
| 23-1-2017  | Франсвіль     | Алжир       | 2 – 2                   | Сенегал                          | Кубок африканських націй 2017 - 1-й етап    | -    |          |
| 6-6-2017   | Бліда         | Алжир       | 2 – 1                   | Гвінея                           | товариський матч                            | -    | 72'      |
| 11-6-2017  | Бліда         | Алжир       | 1 – 0                   | Того                             | Відбір до Кубка африканських націй 2019     | -    |          |
| 5-9-2017   | Константіна   | Алжир       | 0 – 1                   | Замбія                           | Відбір до ЧС 2018                           | -    |          |
| 10-11-2017 | Константіна   | Алжир       | 3 – 0                   | Нігерія                          | Відбір до ЧС 2018                           | -    | 64'      |
| 14-11-2017 | Алжир (місто) | Алжир       | 3 – 0                   | Центральноафриканська Республіка | товариський матч                            | -    | кап.     |
| 22-3-2018  | Алжир (місто) | Алжир       | 4 – 1                   | Танзанія                         | товариський матч                            | -    |          |
| 27-3-2018  | Ґрац          | Іран        | 4 – 1                   | Алжир                            | товариський матч                            | -    | 68'      |
| 1-6-2018   | Алжир (місто) | Алжир       | 2 – 3                   | Кабо-Верде                       | товариський матч                            | -    |          |
| 7-6-2018   | Лісабон       | Португалія  | 3 – 0                   | Алжир                            | товариський матч                            | -    |          |
| 8-9-2018   | Бакау         | Гамбія      | 1 – 1                   | Алжир                            | Відбір до Кубка африканських націй 2019     | -    |          |
| 12-10-2018 | Бліда         | Алжир       | 2 – 0                   | Бенін                            | Відбір до Кубка африканських націй 2019     | -    | кап. 82' |
| 16-10-2018 | Котону        | Бенін       | 1 – 0                   | Алжир                            | Відбір до Кубка африканських націй 2019     | -    | 62'      |
| 18-11-2018 | Ломе          | Того        | 1 – 4                   | Алжир                            | Відбір до Кубка африканських націй 2019     | 2    |          |
| 26-3-2019  | Бліда         | Алжир       | 1 – 0                   | Туніс                            | товариський матч                            | -    | кап.     |
| 11-6-2019  | Доха          | Алжир       | 1 – 1                   | Бурунді                          | товариський матч                            | -    | кап.     |
| 16-6-2019  | Доха          | Алжир       | 3 – 2                   | Малі                             | товариський матч                            | -    | 61'      |
| 23-6-2019  | Каїр          | Алжир       | 2 – 0                   | Кенія                            | Кубок африканських націй 2019 - 1-й етап    | 1    | кап.     |
| 27-6-2019  | Каїр          | Сенегал     | 0 – 1                   | Алжир                            | Кубок африканських націй 2019 - 1-й етап    | -    | кап.     |
| 1-7-2019   | Каїр          | Танзанія    | 0 – 3                   | Алжир                            | Кубок африканських націй 2019 - 1-й етап    | -    | 74'      |
| 7-7-2019   | Каїр          | Алжир       | 3 – 0                   | Гвінея                           | Кубок африканських націй 2019 - 1/8 фіналу  | 1    | кап.     |
| 11-7-2019  | Суец          | Кот-д'Івуар | 1 – 1 д.ч. (3 – 4 п.п.) | Алжир                            | Кубок африканських націй 2019 - чвертьфінал | -    | кап. 86' |
| 14-7-2019  | Каїр          | Алжир       | 2 – 1                   | Нігерія                          | Кубок африканських націй 2019 - півфінал    | 1    | кап.     |
| 19-7-2019  | Каїр          | Сенегал     | 0 – 1                   | Алжир                            | Кубок африканських націй 2019 - Фінал       | -    | кап.     |
| Усього     |               | Матчів      | 53                      |                                  | Голів                                       | 13   |          |

## Титули і досягнення

### Командні
- Володар Кубка африканських націй (1): 2019
- Чемпіон Англії (5): 2015/16, 2018/19, 2020/21, 2021/22, 2022/23
- Володар Суперкубка Англії (2): 2018, 2019
- Володар Кубка Футбольної ліги (3): 2018/19, 2019/20, 2020/21
- Володар Кубка Англії (2): 2018/19, 2022/23
- Переможець Ліги чемпіонів УЄФА (1): 2022/23

### Особисті
- Гравець сезону англійської Прем'єр-ліги за версією ПФА: 2015/16
- Африканський футболіст року: 2016
- Символічна збірна Кубка африканських націй: 2019